# フランチェスコ・サルトーリ
フランチェスコ・サルトーリ（伊: Francesco Sartori、1957年 - ）は、イタリア人の作曲家並びにピアノ及びトランペット奏者で、特にアンドレア・ボチェッリの「君と旅立とう」（作詞はルーチョ・クアラントット）を作曲したことで著名である。この曲は後に「タイム・トゥ・セイ・グッバイ」に改名され、デュエット曲としてボチェッリとサラ・ブライトマンが共演している。この時作詞を担当したクアラントットとはその後、いずれもボチェッリのアルバム『夢の香り』（1999年）の収録曲「大いなる世界」と「静寂の闇の中で」の制作を手掛けており、また2001年にもアルバム『トスカーナ』の収録曲「千の月と千の波」を制作している。2007年にボチェッリは「大いなる世界」でブライトマンと再びデュエットしている。
このようにシュガー・ミュージックに所属していたサルトーリとクアラントットはボチェッリの人気曲を数多く作曲している。